# スチュアート・シュライバー
スチュアート・リー・シュライバー (Stuart Lee Schreiber, 1956年2月6日- )は、アメリカの有機化学者。ハーバード大学教授。「ケミカルバイオロジー」という新たな学際的学問領域を提唱したことで知られ、mTORやヒストン修飾の研究でも著名である。

## 経歴
ニュージャージー州イートンタウン生まれ。軍人であった父の都合で、1歳から4歳までをフランスのイヴリーヌ県で過ごす。帰国後はバージニア州フェアファックスで育ち、1977年バージニア大学卒業、1981年ハーバード大学から有機化学のPh.D.を取得。指導教授は岸義人であった。1981年イェール大学助教、1986年イェール大学教授、1988年から現職。1994年からハワード・ヒューズ医学研究所研究員を務める。またブロード研究所の共同創設者である。

## 受賞歴
- 1989年 ACS純粋化学賞
- 1993年 イーライリリー生物化学賞
- 1994年 パウル・カラー・ゴールドメダル
- 1995年 ウォーレン賞
- 1997年 テトラヘドロン賞
- 2001年 ウィリアム・H・ニコルズ賞
- 2006年 トムソン・ロイター引用栄誉賞（化学部門）[1]
- 2014年 アーサー・C・コープ賞
- 2015年 名古屋メダル（MSD生命科学財団）[2]
- 2016年 ウルフ賞化学部門
- 2016年 トムソン・ロイター引用栄誉賞（生理学・医学部門）[3]
- 2024年 コッホ・ゴールドメダル
- 2025年 ウェルチ化学賞